# Borislav Ivkov
Borislav (Boris) Ivkov (srpski: Борислав Ивков; Beograd, 12. studenoga 1933. – 14. veljače 2022.), bio je srbijanski šahist i šahovski velemajstor. Godinama najbolji igrač u Srbiji i Jugoslaviji. Naslov međunarodnog majstora nosio je od 1954., a velemajstora od 1955. godine.
Svjetski juniorski prvak 1951. godine i brončani 1953. godine.
Od 1964. do 1979. pet se puta kvalificirao za međuzonski turnir i jednom je, u Amsterdamu 1964. (7. mjesto), uspio proći na kandidatski turnir. Izgubio je u četvrtfinalu (Bled 1965.) od Danca Benta Larsena 2,5:5,5 (+1, −4, =3). Prvak Jugoslavije u šahu 1958. (podijelio sa Svetozarom Gligorićem, 1963. (podijelio s Mijom Udovčićem) i 1972. godine.
Sudionik dvanaest šahovskih olimpijada od 1956. do 1980. gdje je igrao za Jugoslaviju. Šest puta bio je srebrni i četiri puta brončani. Kao pojedinac osvojio je na olimpijadi 1962. na 4. ploči i olimpijadi 1970. igrajući na 2. ploči zlatnu medalju za najbolji učinak na svojoj ploči. Osim toga osvojio je pojedinačne srebrne i brončane medalje.
Sudionik šest europskih prvenstava u šahu od 1957. do 1980. godine. Godine 1973. u Bathu bio je najbolji na 2. ploči, a s reprezentacijom Jugoslavije na EP 1965. u Hamburgu te 1973. osvojio je drugo mjesto.
Natjecao se za šahovske klubove Königsspringer Frankfurt u Njemačkoj i u Španjolskoj za CA Endesa Ponferrada na 1. ploči. Godine 1976. i 1986. igrao za beogradski Partizan u Europskom klupskom kupu.
Od prosinca 2013. na turniru u Poděbradima Snowdrops vs. Old Hands nije više aktivan igrač.
U siječnju 2017. rejting po Elou mu je bio 2402, a najviši je rejting po Elou imao u srpnju 1971., 2560 bodova. Pred uvođenje Elo broja, najbolji povijesni Elo-broj koji je imao bio je 2715 bodova, koji je dosegao listopada 1956. godine.

## Vanjske poveznice
- (engl.) Profil i partije na Chessgames.com
- (engl.) Profil na FIDE